# Albertyni

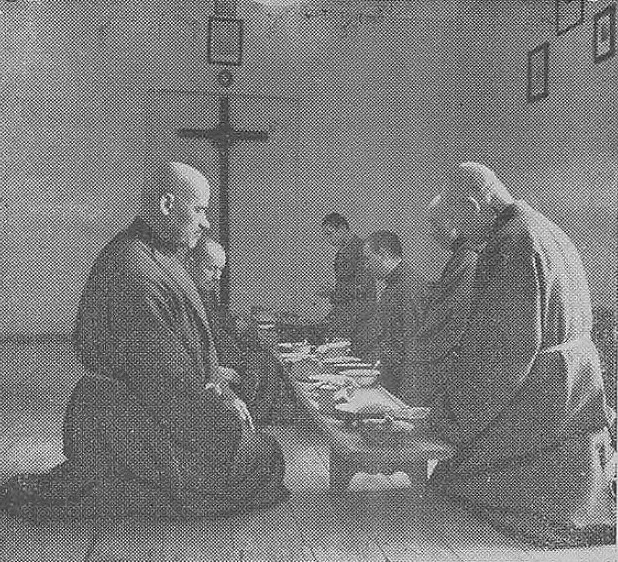
Bracia Albertyni przy posiłku (ok. 1939)

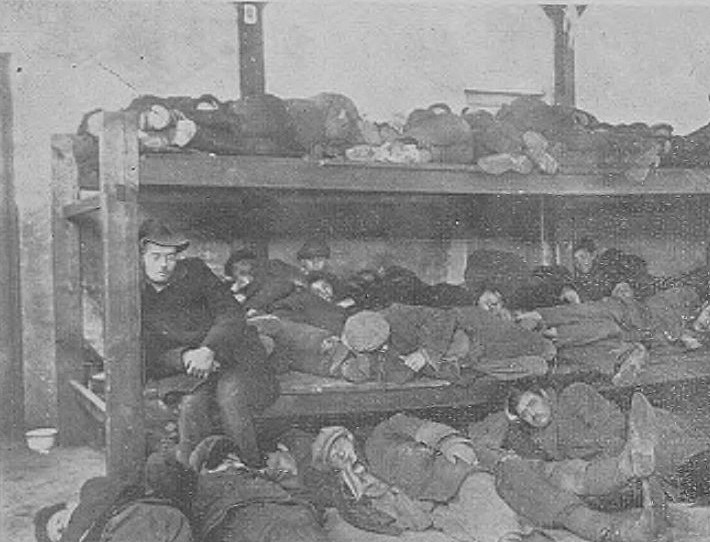
Przytulisko braci Albertynów przy ul. Kleparowskiej we Lwowie (1939)

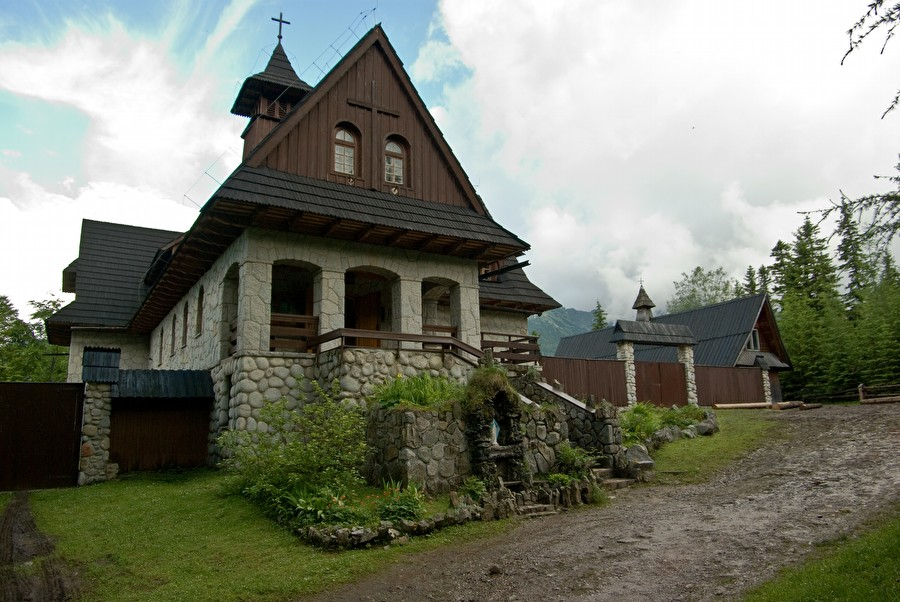
Pustelnia Albertynów na Kalatówkach

Albertyni – Zgromadzenie Braci Albertynów Trzeciego Zakonu Regularnego Świętego Franciszka Serafickiego Posługujących Ubogim (Alb).

## Historia
Zgromadzenie zostało założone 25 sierpnia 1888 r. w Krakowie przez św. Alberta Chmielowskiego (Brata Alberta). Członkowie zgromadzenia zasadniczo nie przyjmują święceń kapłańskich, ich celem jest pomoc potrzebującym. Siedzibą zgromadzenia jest Kraków, gdzie rezyduje Brat Starszy (przełożony generalny). Zakonnicy noszą habity koloru ciemnoszarego, przepasane sznurem, na którym zawieszony jest różaniec.

## Duchowość
Duchowość albertynów polega na naśladowaniu Chrystusa, dającego się w Eucharystii jako pokarm. Chrystusa, zwłaszcza cierpiącego, albertyni dostrzegają w każdym człowieku, szczególnie życiowo zaniedbanym, społecznie sponiewieranym, opuszczonym, bezdomnym. Swoją posługą bracia przywracają mu wygląd godny dziecka Bożego. W tak praktykowanej drodze do Boga korzystają ze wzoru duchowego Matki Bożej, określanej przez Św. Brata Alberta Fundatorką zgromadzenia. Czerpią również z duchowego dziedzictwa Św. Franciszka z Asyżu i Św. Jana od Krzyża. W sposób szczególny kładą nacisk  na  praktykowanie rady ubóstwa. Do pełni charyzmatu zgromadzenia należą pustelnie – miejsca odnowy duchowej i odpoczynku po męczącej fizycznie i psychicznie pracy wśród ubogich. Formacja u albertynów obejmuje od pół do roku postulatu, 2 lata nowicjatu zakończonego ślubami czasowymi i 6 lat junioratu. Po tym okresie składane są śluby wieczyste i następuje formacja permanentna.

## Działalność
Jeszcze za życia swego założyciela albertyni podjęli posługę w kilku miastach, w tym w Przemyślu, Tarnowie i Lwowie. W 1936 r. zbudowali dom nowicjatu w Bulowicach k. Kęt.
Obecnie prowadzą 3 domy opieki dla mężczyzn i kobiet chorych psychicznie i niedorozwiniętych w Częstochowie, Ojcowie k. Krakowa i Bulowicach k. Kęt dla ok. 300 osób. W Krakowie prowadzą przytulisko całodobowe dla bezdomnych mężczyzn, kuchnię dla ubogich oraz mieszkania socjalne dla mężczyzn wychodzących z bezdomności. Pracują także we Lwowie, do którego powrócili w 2017 r., oraz Zaporożu na Ukrainie, gdzie ich dom pełni rolę kuchni i łaźni dla ubogich. W Zakopanem przy ul. Kościeliskiej Zgromadzenie odbudowuje swój dom zakonny, w którym prowadzony będzie dom pomocy społecznej. Specyficznym klasztorem albertyńskim jest pustelnia na Kalatówkach w Zakopanem, w której młodzi bracia odbywają dwuletni nowicjat.

## Słudzy Boży
W drugiej grupie polskich męczenników z okresu II wojny światowej znaleźli się Słudzy Boży brat Serafin Józef Zwoliński i brat Wincenty Józef Wolniarski.